# Kindschaftsrecht (Österreich)
Das Kindschaftsrecht ist ein Begriff aus dem österreichischen Familienrecht und regelt die Beziehungen eines Kindes zu seinen Eltern, dabei insbesondere Unterhalt und Obsorge. Leitendes Prinzip des Kindschaftsrechts ist die Förderung des Kindeswohles (§ 138 ABGB), die Interessen der Eltern bzw. die eine jeden einzelnen Elternteiles sind hier nachrangig.

## Elternschaft
Eltern sind alle Verwandte in der aufsteigenden Linie, das heißt Mutter, Vater, Großmutter, Großvater usw. Kinder sind alle Verwandte in der absteigenden Linie. Darunter fallen also auch Enkel und Urenkel (§ 42 ABGB). Um kindschaftrechtliche Beziehungen Rechtsfolgen zuzuordnen, ist primär festzustellen, wer die Stammeltern, das heißt Mutter und Vater oder anderer Elternteil des Kindes sind (siehe Rechtliche Elternschaft).

### Feststellung der Eltern
Die Mutter ist gemäß § 143 ABGB jene Frau, die das Kind geboren hat, unabhängig davon ob Methoden der Fortpflanzungsmedizin (Leihmutterschaft, In-vitro-Fertilisation u. a.) genutzt wurden oder nicht. Der Vater oder andere Elternteil ist jener, der mit der Mutter im Zeitpunkt der Geburt des Kindes verheiratet oder in eingetragener Partnerschaft verbunden ist oder als Ehemann oder eingetragener Partner der Mutter nicht früher als 300 Tage vor der Geburt des Kindes verstorben ist oder die Vater- bzw. Elternschaft vor oder nach der Geburt des Kindes anerkannt hat oder dessen Vater- bzw. Elternschaft gerichtlich festgestellt ist (§§ 144 ff ABGB).

### Ablehnung der Mutterschaft
Während Kindesweglegung (ohne Gefährdungsvorsatz) bis zum StGB 1975 straflos war, schuf das StGB mit § 197 Verlassen eines Unmündigen einen neuen Straftatbestand. § 197 StGB wurde mit BGBl I 19/2001 wieder aufgehoben, die Kindesweglegung ist nicht mehr strafbar, wenn das Kind an einen sicheren Ort gebracht wird (z. B. „Babyklappen“). Diese Neuerung ermöglicht Müttern auch, ihr Kind in einem Krankenhaus anonym zur Welt zu bringen, was in einigen Bundesländern bereits möglich ist. Der Europäische Gerichtshof für Menschenrechte hat im Februar 2003 die Ermöglichung der anonymen Geburt grundsätzlich gebilligt, da jedem Staat der Entscheidungsspielraum zugestanden werden müsse, zu entscheiden, wie er das Recht des Kindes auf Kenntnis seiner Herkunft und die Rechte der Mutter und der Adoptiveltern auf Schutz ihres Privatlebens miteinander vereinbare. Auch zielte die in der konkreten Klage betroffene französische Regelung auf das allgemeine Interesse ab, die Gesundheit von Frauen und ihren Kindern bei der Entbindung zu schützen. Der umgekehrte Fall, also die einseitige Ablehnung der Vaterschaft, existiert nicht.

## Gegenseitige Rechtsansprüche

### Beistand
Eltern und Kinder haben einander beizustehen (§ 137 Abs. 1 ABGB). Unter Beistand werden bestimmte Geld-, Natural-, oder Dienstleistungen verstanden, die sowohl materieller als auch immaterieller Natur sein können, z. B. vorübergehende Pflege oder psychische Unterstützung während schwerer Krankheit. Die Beistandspflicht zwischen Eltern und Kind besteht ein Leben lang.

### Unterhalt für Kinder von Eltern (Großeltern): Kindesunterhalt
Grundlage des Kindesunterhalts sind die §§ 231ff ABGB:

„Die Eltern haben zur Deckung der ihren Lebensverhältnissen angemessenen Bedürfnisse des Kindes unter Berücksichtigung seiner Anlagen, Fähigkeiten, Neigungen und Entwicklungsmöglichkeiten nach ihren Kräften anteilig beizutragen.“

Diese Forderung überträgt sich auf die Großeltern (§ 231), wie auch die Nacherben der Eltern (§ 232).
Leitprinzip ist im Allgemeinen das Kindeswohl – die Ansprüche und Bedürfnisse der Unterhaltsverpflichteten sind als geringerwertig angesehen: Grundsätzlich gilt, je höher das Einkommen der jeweiligen Unterhaltspflichtigen, desto mehr Unterhalt ist zu leisten. Der Elternteil muss bemüht sein, nach seinen Kräften zum Unterhalt des Kindes beizutragen (Anspannungstheorie bzw. Anspannungsgrundsatz).
Beim Bedarf des Kindes wird zwischen Regelbedarf (Unterkunft, Nahrungsmittel, Bekleidung, Unterricht und Erziehung, Freizeitgestaltung, Taschengeld) und Sonderbedarf (bspw. Zahnregulierung, Spitalsaufenthalt u. ä.) unterschieden.
Die Bemessung des Kindesunterhaltes in Geld ist nur dort praktisch relevant, wo das Kind von den es versorgenden Eltern getrennt lebt, sei dies aufgrund von Scheidung oder weil das (erwachsene) Kind z. B. eine Schule (Universität) im Ausland besucht. Lebt das Kind bei und mit den Eltern, so haben folgende Prozentsätze eine geringere Bedeutung; bar ausgezahlt wird dann bloß allenfalls ein Taschengeld. Sonst umfassen die Unterhaltsleistungen Sachleistungen (Naturalunterhalt), sowie den Betreuungsunterhalt.

#### Selbsterhaltungsfähigkeit
Unterhalt ist nur so weit zu entrichten, als sich das Kind nicht selbst erhalten kann. Diese (fiktive) Selbsterhaltungsfähigkeit ist unabhängig von der fixen Grenze der Volljährigkeit, sie kann davor (Lehrling) oder danach (nach Studium) eintreten.
Die Gerichtspraxis nimmt eine Selbsterhaltungsfähigkeit bei einem Monatseinkommen von ca. 865 € an. Während des Präsenz- oder Zivildienstes gilt das Kind in jedem Fall als selbsterhaltungsfähig. Beginnt es danach eine weiterführende Ausbildung wie ein Universitätsstudium, so lebt der Unterhaltsanspruch ggf. wieder auf, sodass die Eltern, wenn sie dazu theoretisch finanziell in der Lage sind, auch ein Universitätsstudium finanzieren müssen. Voraussetzung dafür ist jedoch, dass der Studierende dieses zielstrebig und mit mindestens durchschnittlichem Studienerfolg betreibt. Ein einmaliger Studienwechsel am Anfang dieses Studiums wird von der Gerichtspraxis toleriert. Für ein an ein erfolgreich absolviertes Studium angehängtes Doktoratsstudium sind allerdings strengere Maßstäbe (bisheriger Studienfortgang überdurchschnittlich etc.) anzulegen.
Neben Einkünften aus Arbeitsentgelt sind hier auch Einkünfte aus Vermögenserträgnissen, also z. B. Zinsen aus Vermögen, das das Kind geerbt oder geschenkt bekommen hat. Der Vermögensstamm ist primär unbeachtlich.

#### Anspruch gegen die Eltern
Soweit das Kind nicht selbsterhaltungsfähig ist, hat es Unterhaltsansprüche gegen beide Eltern. Das Gesetz definiert zwar allgemeine Grundsätze, nach denen der Unterhalt zu bemessen ist, die Gerichtspraxis geht aber von Prozentquoten zwischen 16 und 22 % des Jahres-Nettoeinkommens eines jeden unterhaltspflichtigen Elternteiles aus, wobei für die genaue Bemessung – innerhalb der 16–22 % – das Kindesalter ausschlaggebend ist.
Im strikten Gegensatz zum Unterhalt der Ehegatten untereinander (Eherecht) ist der Unterhalt von Kindern (Kindschaftsrecht) nach oben mit dem 2–2,5-fachen des Regelbedarfs begrenzt („Luxusgrenze“, „Unterhaltsstopp“ oder „Playboygrenze“). Diese Obergrenze wurde eingezogen, um bei besonders großem Leistungsvermögen des Unterhaltsschuldners Überalimentierung zu vermeiden. Aus pädagogischen Gründen ist es sogar abzulehnen, Luxusbedürfnisse des Kindes zu befriedigen. Als Regel für den Durchschnittsfall kann gelten, dass wegen des pädagogischen wichtigen Leistungsanreizes vermieden werden soll, die Unterhaltsleistung an das die Selbsterhaltungsfähigkeit herstellende Einkommen eines voll Erwerbstätigen heranzuführen.
| Alter           | Alter           | Prozent | Regelbedarfssatz | Luxusgrenze      |
| --------------- | --------------- | ------- | ---------------- | ---------------- |
| bis 6 Jahre     | bis 3 Jahre     | 16 %    | 177,00           | 0354,00 –0442,50 |
| bis 6 Jahre     | 3 bis 6 Jahre   | 16 %    | 226,00           | 0452,00 –0565,00 |
| 6 bis 10 Jahre  | 6 bis 10 Jahre  | 18 %    | 291,00           | 0582,00 –0727,50 |
| 10 bis 15 Jahre | 10 bis 15 Jahre | 20 %    | 334,00           | 0668,00 –0835,00 |
| über 15 Jahre   | bis 19 Jahre    | 22 %    | 392,00           | 0784,00 –0980,00 |
| über 15 Jahre   | bis 28 Jahre    | 22 %    | 492,00           | 0984,00 –1230,00 |

| für jedes weitere Kind unter 10 Jahren                         | 1 %                |
| für jedes weitere Kind über 10 Jahren                          | 2 %                |
| für den Ehegatten oder die Ehegattin je nach eigenem Einkommen | zwischen 0 und 3 % |

Stand: 1. Januar 2009 / 1. Juli 2008 – 30. Juni 2009
Berechnungsbeispiel: Unterhaltspflichtiger mit 3 Kindern, 10 Jahre, 8 Jahre und 5 Jahre alt. Keine weiteren Unterhaltspflichten.
| Kind | Kind | Alter | Abzüge         | Unterhalt |
| ---- | ---- | ----- | -------------- | --------- |
| 1    | 1    | 10    | 20 % −1 %      | 18 %      |
| 2    | 2    | 8     | 18 % −2 % −1 % | 15 %      |
| 3    | 3    | 5     | 16 % −2 % −1 % | 13 %      |
|      |      |       | Gesamt         | 46 %      |

Zum Unterhaltsanspruch kommen noch Transferleistungen auf Bundes-, Landes- und Gemeindeebene hinzu, die sich nach dem Hauptaufenthaltsort der Kinder richten und vom beziehenden Elternteil (anteilig) den Kindern zuzuwenden sind.

#### Stamm des Kindesvermögens
Sind weder Vater noch Mutter zur Unterhaltsleistung in der Lage, so ist subsidiär der Stamm des Vermögens des Kindes heranzuziehen. Dies muss jedoch insgesamt für das Kind zumutbar sein. So kann keinesfalls die Wohnung, die dem Kind aufgrund von z. B. Erbschaft gehört und in der es lebt einer Veräußerung unterzogen werden. Hier wäre dann auf folgende Weise vorzugehen.

#### Anspruch gegen die Großeltern
Auf letzter Stufe habe alle Großeltern anteilig „nach ihren Kräften“ zum Kindesunterhalt beizutragen (§ 232 ABGB), wobei keine Reihenfolge der Inanspruchnahme besteht. Sie haben hierbei allerdings das „beneficium competentia“, sie müssen also – jeweils – nur so viel leisten, dass sie ihren eigenen angemessenen Unterhalt nicht gefährden.

### Unterhalt für Eltern (Großeltern) von Kindern (Enkeln) – „verkehrter“ Unterhalt
Sind die Kinder selbsterhaltungsfähig, kann es umgekehrt zu Obigem auch dazu kommen, dass die Eltern (bzw. Großeltern) in finanzielle Engpässe geraten und damit Unterhalt von ihren Kindern (Enkeln) fordern (§ 143 ABGB). Dies ist zwar grundsätzlich möglich, jedoch gelten hier freilich wesentlich strengere Maßstäbe als beim „normalen“ Unterhalt Kind gegen Eltern.

#### Stamm des Vermögens
Die Eltern (Großeltern) haben den Stamm ihres Vermögens heranzuziehen, soweit dies zumutbar ist. Analog zu obigem Beispiel muss allerdings die Wohnung, an der ein dringendes Wohnbedürfnis besteht, keinesfalls veräußert werden.

#### Ansprüche primär gegen Ehegatten etc. zu richten
Die Eltern (Großeltern) haben ihre Ansprüche vorrangig gegen ihre Ehegatten oder Vorfahren, die Großeltern primär gegen ihre Kinder und erst sekundär gegen ihre Enkel zu richten.

#### Tatsächlicher Anspruch gegen die Kinder (Enkel)
In letzter Konsequenz haben – Selbsterhaltungsfähigkeit der Kinder (Enkel) freilich vorausgesetzt – doch die Kinder (Enkel) ihren Eltern (Großeltern) Unterhalt zu gewähren, wobei primär die Kinder und erst sekundär die Enkel herangezogen werden können. Bei all dem ist jedoch § 182a Abs. 2 ABGB zu beachten: Haben die Eltern (Großeltern) früher ihre Pflichten zur Unterhaltsleistung des damals unter 14-jährigen Kindes, das jetzt Unterhalt zahlen soll, vernachlässigt, so besteht der Anspruch nicht. Durch diese „Vergeltung“ wird dem Gedanken Rechnung getragen, dass der Unterhaltsanspruch gegen die Kinder davon herrührt, dass ja damals die Eltern für sie gesorgt haben. Haben sie das nicht, haben sie nun später auch keine Ansprüche auf Unterhalt.
Bezüglich der Unterhaltshöhe ist hier zu beachten, dass der grundsätzlich Unterhaltspflichtige nur so viel leisten muss, dass er seinen eigenen angemessenen Unterhalt nicht gefährdet.

### Obsorge
Neben dem Unterhalt ist die Obsorge eine der zentralen Pflichten im Kindschaftsrecht. Im Gegensatz zum Unterhalt und dem Beistand endet sie mit der Volljährigkeit des Kindes.
Die Eltern haben die Verpflichtung, die Gesundheit des Kindes zu erhalten und zu fördern und es zu erziehen. Weiterhin kommt ihnen die Vertretung des, weil minderjährig, noch beschränkt geschäftsfähigen Kindes, sowie die Verwaltung seines Vermögens zu (§§ 158 Abs. 1, 160 Abs. 1 ABGB).
Das österreichische Schulrecht kennt daneben noch den Begriff des Erziehungsberechtigten. Das Bildungsministerium verfasste 2005 ein Gutachten, um diesen juristisch zu definieren. Es hielt fest, dass im Außenverhältnis (etwa gegenüber Lehrpersonen) nur Obsorgeberechtigte die Position eines Erziehungsberechtigten einnehmen und über ein Auskunftsrecht verfügen. Im Innenverhältnis zum Kind könnten jedoch auch nicht obsorgeberechtigte Elternteile oder Lebenspartner von Elternteilen eine Erziehungsberechtigung ausüben und dem Kind etwa bei den Hausübungen helfen.

#### Obsorge beider Eltern
Seit Februar 2013 kann die Obsorge beider Eltern (die auch schon vorher bestand) von beiden unverheirateten Eltern einvernehmlich am Standesamt einmalig bestimmt werden. Kommt keine Einigung zustande, kann die gemeinsame Obsorge nach Anruf des Familiengerichts auch gegen den Willen eines Elternteils herbeigeführt werden. Die alte Bestimmung in § 166 ABGB, „Mit der Obsorge für das uneheliche Kind ist die Mutter allein betraut.“, wurde vom Österreichischen Verfassungsgerichtshof (G 114/11-12 vom 28. Juni 2012). aufgrund einer Entscheidung des Europäischen Gerichtshofs für Menschenrechte (Zaunegger vs. Deutschland, vom 3. Dezember 2009, Beschwerde 22028/04) als verfassungswidrig aufgehoben, und mit dem Kindschafts- und Namensrechts-Änderungsgesetz 2013 (KindNamRÄG, BGBl. I Nr. 15/2013) neu geregelt.

#### Rechtsgeschäftliche Vertretung
Das minderjährige Kind ist noch nicht voll geschäftsfähig. Aus diesem Grund kann es rechtsgeschäftlich in den meisten Fällen nicht selbst in Wirksamkeit treten und benötigt, z. B. wenn es als 16-Jähriger ein Moped kaufen will, die Einwilligung der Eltern. Ausnahmen sind laut dem „Taschengeldparagraphen“ geringfügige Geschäfte des täglichen Lebens.
Hierbei ist zu bedenken, dass grundsätzlich jeder Elternteil für sich das Kind vertreten kann; es reicht also wenn z. B. die Mutter einwilligt – dass der z. B. Vater dagegen gewesen wäre, ist nach bereits erfolgter Einwilligung unbeachtlich. Im Gegensatz dazu gibt es jedoch Rechtshandlungen, die die Einwilligung beider Elternteile (z. B. Kündigung eines Lehrvertrages) oder sogar Genehmigung des Pflegschaftsgerichtes (z. B. beim Verkauf eines Grundstückes, das dem Kind gehört) erfordern.

#### Verwaltung des Vermögens
Hat das (minderjährige) Kind eigenes Vermögen, so trifft die Eltern die Pflicht, dieses zu verwalten: Sie haben das Vermögen zu erhalten und, wenn möglich, zu vermehren (§ 164 Abs. 1 ABGB).

## Rechtlicher Stand des Kindes

### Namensrecht
Der Familienname wird mit der Geburt erworben. Das uneheliche Kind erhält den Familiennamen der Mutter (§ 165 ABGB) und deren Staatsbürgerschaft (§ 7 Abs. 3 StbG). – Eheliche Kinder erhalten den gemeinsamen Familiennamen der Eltern (§ 155 ABGB) – oder nunmehr den Namen, auf den sich die Eltern geeinigt haben, sonst den Namen der Mutter (§ 155 Abs. 3 ABGB) – und werden mit Geburt österreichische Staatsbürger, wenn dies ein Elternteil ist oder am Tag seines Ablebens war (§ 7 Abs. 1 StbG).

#### Namensgebung
Den Vornamen des Kindes bestimmen bei ehelichen Kindern die Eltern, bei unehelichen die Mutter; also die Erziehungsberechtigten. Der Vorname darf nicht gegen das Kindeswohl und die öffentliche Ordnung verstoßen. Der erste Vorname muss dem Geschlecht des Kindes entsprechen: z. B. Rainer Maria R. (§ 21 Abs. 2 PStG).
Vornamensänderung ist nicht ohne weiters möglich, sondern bedarf behördlicher Zustimmung, die aber aus wichtigen Gründen erteilt wird.

### Eheliche Kinder

#### Eheliche Abstammung – Ehelichkeitsvermutung
Für Kinder, die nach der Eheschließung und vor Scheidung, Aufhebung oder Nichtigerklärung der Ehe der Mutter geboren werden, stellt das Gesetz eine Ehelichkeitsvermutung auf. Es wird angenommen, dass das Kind (noch) vom Ehemann der Mutter stammt. Gleiches gilt für Kinder, die vor Ablauf des 300. Tages nach dem Tod des Ehemannes der Mutter geboren werden (§ 138 Abs 1 ABGB). Bis zum KindRÄG 2001 galt die Ehelichkeitsvermutung auch für Kinder, die innerhalb von 302 Tagen nach Eheauflösung geboren wurden. Diese (Rechts-)Vermutung ist durch den Beweis des Gegenteils widerlegbar: Hat der Ehemann Gründe anzunehmen, dass er nicht der Vater ist, kann er die Ehelichkeit innerhalb eines Jahres ab Kenntnis dieser Umstände, frühestens aber mit Geburt des Kindes, durch Klage bestreiten (Ehelichkeitsbestreitungsklage). Seit dem KindRÄG 2001 durchbricht ein späteres Vaterschaftanerkenntnis eines anderen Mannes die Ehelichkeitsvermutung unter der Voraussetzung, dass die Mutter den Anerkennenden als Vater bezeichnet und das Kind (vertreten durch den Jugendwohlfahrtsträger) dem zustimmt. Der Mann, der bisher als Vater vermutet wurde, kann allerdings gegen ein solches Anerkenntnis Widerspruch erheben. Ebenso kann der Ehemann der Mutter – trotz Vorliegen eines wirksamen Anerkenntnisses – nach Auffassung des OGH noch die Ehelichkeitsbestreitungsklage erheben.

#### Trennung der Eltern

##### Obsorgeregelung bei Trennung
Trennen sich die Eltern durch Scheidung und weisen sie dem Gericht eine Vereinbarung über den Hauptaufenthaltsort der Kinder vor, so gilt die gemeinsame Obsorge. Kommt es zu keiner oder einer das Kindeswohl nicht fördernden Einigung, so hat das Gericht zu entscheiden wem die alleinige Obsorge zukommt. Dafür hat das Gericht auch den Willen des Kindes als Entscheidungsgrundlage zu nehmen; tatsächlich entscheiden kann das Kind aber nicht.
Die gemeinsame Obsorge nach der Scheidung kann von einem der Elternteile jederzeit gerichtlich aufgehoben werden, ohne dass das Gericht diese Entscheidung prüfen darf. Dem anderen Elternteil bleibt dann nur die Klage auf Obsorgewechsel und die Beweisführung, dass das Kindeswohl beim anderen Elternteil gefährdet ist was oft zu hoch konflikthaften Verfahren führt.
Es führt nicht jede bedenkliche Handlung oder Neigung zu einer Entziehung der Obsorge: So ist einmalige (!) Verletzung des Kindes durch Ohrfeigen durch die Mutter in der Regel noch kein Grund zur tatsächlichen Entziehung der Obsorge. Auch die Mitgliedschaft in einer Sekte kann seit einer Entscheidung des EGMR – Religionsfreiheit ist ein Menschenrecht – nicht die Entziehung begründen. Auch das Verlassen des Landes ist noch kein Grund die Obsorge zu entziehen.

##### Mindestrechte
Der Elternteil, dem die Obsorge nicht zugeteilt worden ist, hat dennoch bestimmte Mindestrechte:
- Recht auf persönlichen Verkehr: Der nicht mit der Obsorge Betraute hat das Recht, mit dem Kind zu verkehren, wobei primär nach der Vereinbarung, subsidiär nach der Anordnung des Pflegschaftsgerichts richtet.
- Informations- und Äußerungsrechte: Der nicht mit der Obsorge Betraute hat das Recht, über wichtige, das Kind betreffende, Angelegenheiten informiert zu werden und sich dazu zu äußern.

Zwar ist das Informationsrecht gesetzlich vorgesehen und können z. B. Zeugniskopien oder Fotos der Kinder gerichtlich eingeklagt werden, allerdings werden bei weiterer Weigerung Anträge auf Beugestrafe, die unabhängig von dem gerichtlich festgestellten Anspruch auf Information zu sehen sind, seit jeher mit: „Verletzung der Informationspflicht ist sanktionslos.“ zurückgewiesen.

### Uneheliche Kinder
Hauptartikel: Unehelichkeit
- Mutter ist, wie oben unter „Eheliche Kinder“, die Frau, die das Kind geboren hat.
- Vater: Derjenige, der der Mutter im Zeitraum von 300 bis 180 Tagen vor Geburt „beigewohnt“ hat, wird als Vater vermutet; dieser kann jedoch die Unwahrscheinlichkeit seiner Vaterschaft beweisen. Entscheidet das Gericht nicht mit Urteil, dass dieser Mann der Vater ist, so kann er dennoch durch Vaterschaftsanerkenntnis seine Vaterschaft bekunden.

Charakteristisch für uneheliche Kindschaft sind folgende Rechtsfolgen:

#### Mögliche gemeinsame Obsorge
Sowohl bei Leben in häuslicher Gemeinschaft als auch bei unterschiedlichen Wohnsitzen der Eltern ist gemeinsame Obsorge möglich und kann gerichtlich angeordnet werden. Erforderlich ist ein Antrag mindestens eines Elternteils beim zuständigen Bezirksgericht. Früher konnte die gemeinsame Obsorge jederzeit ohne Angabe von Gründen von einem der Elternteile aufgekündigt werden und war dies einer gerichtlichen Prüfung nicht zugänglich.

#### Entbindungskosten
Der Vater hat die Entbindungskosten zu ersetzen, wobei zu beachten ist, dass diese meist durch die Krankenkasse, bei der die Kindesmutter versichert ist, übernommen werden. Eine Unterhaltspflicht des Kindesvaters gegenüber der Kindesmutter oder ein Ersatz für entgangenen Verdienst ist nicht vorgesehen.

### Adoptivkinder
Hauptartikel: Adoption
Einzelne Personen oder zwei miteinander verheiratete Personen gemeinsam können Kinder adoptieren, also an Kindes statt annehmen. Dieses Recht ist allerdings keineswegs nur kinderlosen Einzelpersonen bzw. Eltern vorbehalten – eigene leibliche Kinder des (der beiden) Annehmenden sind kein Hinderungsgrund. Selbst Großeltern können ihre Enkelkinder adoptieren.
Die Adoption kommt durch Vertrag zwischen Adoptierendem und Wahlkind (bzw. dessen gesetzlicher Vertreter) zustande, wobei zu beachten ist, dass der Adoptierende 18 Jahre älter sein muss als das Wahlkind. Somit soll die Adoption einer „normalen“ Kindschaft nachgebildet sein. Der Wahlvater muss das dreißigste, die Wahlmutter das achtundzwanzigste Lebensjahr vollendet haben. Nehmen Ehegatten gemeinsam an oder ist das Wahlkind ein leibliches Kind des Ehegatten des Annehmenden, so ist eine Unterschreitung dieser Altersgrenze zulässig, wenn zwischen dem Annehmenden und dem Wahlkind bereits eine dem Verhältnis zwischen leiblichen Eltern und Kindern entsprechende Beziehung besteht.
Bezüglich der Bewilligung der Adoption durch das Gericht ist anzumerken, dass hierbei auch die Anliegen der leiblichen Kinder Beachtung finden. Angehört werden müssen die Eltern des (minderjährigen) Wahlkindes sowie der Ehegatte des Adoptierenden.

#### Rechtswirkungen
Die Adoption führt dazu, dass das Wahlkind wie ein eheliches Kind behandelt wird. Die familienrechtlichen Beziehungen zwischen dem Wahlkind und seinen leiblichen Eltern werden gegenüber dem neuen familienrechtlichen Verhältnis nachrangig. Erbrechtlich wirkt sich die Adoption so aus, dass das Wahlkind zwar vom Adoptierenden erben kann (und umgekehrt), sonst jedoch keine erbrechtliche Beziehung zu Verwandten des Adoptierenden hat. Der Pflichtteilanspruch des Wahlkindes gegenüber seinen leiblichen Eltern bleibt erhalten.

### Pflegekinder
Pflegekinder sind in Obsorge Dritter, da die leiblichen Eltern diesen Pflichten nicht nachkommen (können).